# かみのやまさいぐべ
かみのやまさいぐべ（Kaminoyama Saigube）は、もんじゃやき（本名：川口直人（かわぐち なおと）2005年〈平成17年〉11月 - ）が上山市非公認で取り組む山形県上山市PR活動。
市の人口減少問題を解決しようと、2021年5月より活動を開始し、主にYouTubeとホームページを通じて上山市関連の情報を発信している。

## 意味
かみのやまさいぐべとは、「上山に行こう」という意味。山形県の方言が使われている。